# Resident Evil: Resistance
Resident Evil: Resistance (バイオハザード レジスタンス, Baiohazādo Rejisutansu) é um jogo de terror de sobrevivência de 2020 desenvolvido pela NeoBards Entertainment e publicado pela Capcom como o componente online de Resident Evil 3. Lançado para PlayStation 4, Windows e Xbox One, envolve quatro jogadores sobreviventes competindo contra um jogador adversário que pode criar armadilhas, inimigos e outros perigos. Resistance se passa durante o surto de Raccoon City, apresentando alguns personagens de Resident Evil 2 e Resident Evil 3. O produtor de Resident Evil 3, Peter Fabiano, confirmou que Resistance não é canônico, pois é "impossível encaixá-lo na linha do tempo real". O jogo recebeu críticas mistas dos críticos, que o criticaram por ser desbalanceado, ter problemas técnicos e por não ter servidores dedicados.

## Jogabilidade
Resident Evil: Resistance é um jogo de terror de sobrevivência que coloca uma equipe de quatro jogadores sobreviventes contra um jogador mestre (em inglês:  Mastermind) que pode criar armadilhas, inimigos e outros perigos. O jogo se passa em 1998, pouco antes ou durante o Incidente de Destruição de Raccoon City, onde civis foram sequestrados pela Divisão de Inteligência da Umbrella Corporation. Enviados para a instalação "NEST2" (significando "ninho 2"), eles são forçados a lutar contra vários mutantes em nome de altos funcionários da Umbrella para provar a eficácia do projeto vírus T.

### Sobreviventes
- Samuel Jordan (dublado por Clayton Froning) - Um boxeador que foi forçado a se aposentar após uma lesão. Ele se inscreveu para um teste médico na Umbrella Pharmaceuticals, na esperança de retornar ao boxe. Em vez disso, ele foi levado ao NEST2 para testes de B.O.W.
- Valerie Harmon (dublada por Alex Ryan) - Uma estudante de química na Universidade Raccoon. Valerie foi estagiária no laboratório NEST2 enquanto fazia seu curso de mestrado. Ela estava investigando os misteriosos problemas de memória de sua colega de quarto. Ela chamou a atenção da Umbrella e foi sequestrada para participar de experimentos.
- Tyrone Henry (dublado por John Eric Bentley) - Um bombeiro do Corpo de Bombeiros de Raccoon City. Ele foi levado para o NEST2 depois de responder a um incêndio em uma instalação da Umbrella USA.
- January Van Sant (dublada por Melanie Minichino) - Uma hacker de computador que foi contratada para encontrar informações sobre o relacionamento entre a Umbrella USA e o Departamento de Polícia de Raccoon City. Após ser descoberta, ela foi sequestrada pela Umbrella e levada para o NEST2.
- Becca Woolett (dublada por Tara Sands) - Uma guarda florestal que cresceu nos arredores do Condado de Arklay. Ela foi chamada para investigar gritos perto do rio Marble. Becca foi atacada por um bando de Cérberus, um dos B.O.W. da Umbrella. Ela sobreviveu ao ataque e foi levada pela Umbrella para a instalação NEST2.
- Martin Sandwich (dublado por Nicolas Roye) - Um mecânico que trabalha para uma empresa de aparelhos médicos não identificada. Enquanto fazia reparos no Spencer Memorial Hospital, ele acidentalmente viu o centro de testes da Umbrella escondido lá. Ele foi sequestrado em seguida para se tornar um sujeito de teste no NEST2.
- Jill Valentine (dublada por Nicole Tompkins) - Depois de ser suspensa por seu supervisor do Departamento de Polícia de Racoon City (RPD) por investigar as atividades ilegais da Umbrella, Jill começa a ter "sonhos" horríveis em que ela e outros sobreviventes encontram terrores insondáveis. Jill gradualmente percebe que esses pesadelos são realmente reais.

### Mestres
- Daniel Fabron (dublado por Kaiser Johnson) - Membro da divisão de inteligência e colega do Dr. Alex Wesker. Com a ajuda dela, seu trabalho é eliminar ameaças à empresa.
- Alex Wesker (dublada por Mary Elizabeth McGlynn) - Pesquisadora-chefe, Alex encontra as cobaias e realiza os experimentos, relatando suas descobertas a Ozwell E. Spencer.
- Annette Birkin (dublada por Karen Strassman) - Uma virologista, Annette Birkin foi contratada por Alex Wesker após contribuições significativas para a pesquisa do vírus G.
- Ozwell E. Spencer (dublado por Time Winters) - Um dos fundadores da Umbrella, Ozwell E. Spencer se recusa a encarar sua própria mortalidade. Ele ficou intrigado com os relatos de Alex sobre uma mutação de vírus que concede habilidades sobre-humanas sem alterar a fisiologia da cobaia e decidiu participar dos experimentos.
- Nicholai Ginovaef (dublado por Neil Newbon) - O incentivo de Nicholai Ginovaef para participar desses experimentos é estritamente monetário. Sua experiência como mercenário o transformou em um atirador habilidoso e um oportunista astuto. Mesmo que os sobreviventes consigam escapar de seu arsenal, eles logo serão caçados pelo sempre persistente Nemesis.

## Desenvolvimento e lançamento
Resident Evil: Resistance é o primeiro projeto desenvolvido pela NeoBards Entertainment. Embora o estúdio tenha sido formado em 2017, muitos de seus funcionários já haviam trabalhado em vários projetos com a Capcom, incluindo Onimusha: Warlords. O desenvolvimento do jogo começou em 2017 por uma equipe de aproximadamente 120 pessoas, sediadas em dois escritórios em Taipei e Suzhou. A ideia de ter um jogador mastermind usando câmeras de segurança para ver os jogadores sobreviventes foi inspirada nos ângulos de câmera fixos dos primeiros jogos Resident Evil. O jogo roda no RE Engine proprietário da Capcom. Foi anunciado na Tokyo Game Show de 2019 como Project Resistance. Uma versão beta foi lançada na Steam e no PlayStation 4 em 31 de março de 2020.
Resident Evil: Resistance foi incluído no remake de Resident Evil 3 e lançado em 3 de abril de 2020 porque a Capcom sentiu que Resident Evil 3 por si só não tinha tanto conteúdo quanto o remake de Resident Evil 2. A Capcom deu suporte ao jogo com atualizações adicionais e conteúdo para download até julho de 2020. Isso inclui a opção para os jogadores sobreviventes jogarem como Jill Valentine e um novo pacote de fantasias que permite que os jogadores sobreviventes se vistam como Leon S. Kennedy e Claire Redfield do remake de Resident Evil 2. Outra atualização introduziu o personagem Nicholai Ginovaef como um mestre, permitindo aos jogadores invocar e controlar Nemesis. Nicholai foi considerado um candidato desde os primeiros estágios de desenvolvimento. Um patch focado em ajustes de balanceamento foi lançado em 19 de junho de 2020. O suporte para o jogo terminou com o patch final lançado em 8 de outubro de 2020.

## Recepção
Resident Evil: Resistance recebeu "críticas mistas ou médias" dos críticos. A IGN criticou o jogo por ser desequilibrado e por não ter diversidade visual. O Shacknews criticou a baixa qualidade de conexão do jogo porque ele não tem servidores próprios dedicados. Em vez disso, o jogador que joga como o mestre é o anfitrião do jogo, resultando nos jogadores sobreviventes ficando à mercê da qualidade da conexão do mentor. Um grande número de problemas técnicos também foram identificados, os quais, segundo consta, tornavam o jogo quase impossível de jogar. A gagueira e o fato dos inimigos levarem quase três segundos para reagir após serem baleados foram destacados como alguns dos problemas mais comuns. O editor do Wccftech, Nathan Birch, criticou a inclusão de microtransações e loot boxes no jogo.